# Achiel Smets
Achiel Frans Smets (Broechem, 9 januari 1931 – Antwerpen, 24 oktober 2005) was een Belgisch politicus voor de CVP.

## Levensloop
Hij was getrouwd met Maria Suykerbuyk. Smets werd voorzitter van het KAJ Broechem, propagandist van het KAJ voor het verbond Antwerpen en propagandist voor het ACW in Antwerpen. Hij werd gemeenteraadslid in deze stad.
Hij werd in 1974 verkozen tot lid van de Kamer van volksvertegenwoordigers voor het arrondissement Antwerpen en vervulde dit mandaat tot in 1981. In de periode april 1974-oktober 1980 zetelde hij als gevolg van het toen bestaande dubbelmandaat ook in de Cultuurraad voor de Nederlandse Cultuurgemeenschap, die op 7 december 1971 werd geïnstalleerd. Vanaf 21 oktober 1980 tot november 1981 was hij tevens korte tijd lid van de Vlaamse Raad, de opvolger van de Cultuurraad en de voorloper van het huidige Vlaams Parlement. In 1982 werd hij voor de CVP verkozen als gemeenteraadslid voor Antwerpen.
Hij was verder ook nog beheerder-voorzitter van de Antwerpse Waterwerken en beheerder-voorzitter van de sociale huisvestingsmaatschappij 'De Goede Woning'.